# In America
In America – kompilacyjny album saksofonisty Kenny’ego G, wydany w 2001 roku.

## Lista utworów
1. „The Shuffle”
2. „Midnight Motion”
3. „Hi, How Ya Doin'?”
4. „Pastel”
5. „Slip of the Tongue”
6. „Songbird / Solo”
7. „What Does It Take”
8. „Nighttime in Tribeca”